# Gignac-la-Nerthe
Gignac-la-Nerthe är en kommun i departementet Bouches-du-Rhône i regionen Provence-Alpes-Côte d'Azur i sydöstra Frankrike. Kommunen ligger  i kantonen Châteauneuf-Côte-Bleue som ligger i arrondissementet Istres. År 2022 hade Gignac-la-Nerthe 10 030 invånare.

## Befolkningsutveckling
Antalet invånare i kommunen Gignac-la-Nerthe
Referens:INSEE